# Eilema melanothorax
Eilema melanothorax là một loài bướm đêm thuộc phân họ Arctiinae, họ Erebidae.